# Yazan Al-Arab
Yazan Mousa Mahmoud Abu Al-Arab, född 31 januari 1996, är en jordansk professionell fotbollsspelare som spelar som mittback för K-League- laget FC Seoul och Jordaniens landslag.